# Sega Worldwide Soccer
Sega Worldwide Soccer – seria sportowych gier wideo wyprodukowanych przez Segę na platformy Saturn, Windows i Dreamcast.

## Części serii
| Tytuł                                                     | Data wydania         | Platformy       | Alternatywne tytuły                                                           |
| --------------------------------------------------------- | -------------------- | --------------- | ----------------------------------------------------------------------------- |
| Worldwide Soccer: Sega International Victory Goal Edition | 1995                 | Saturn          | International Victory Goal (Europe) Sega International Victory Goal (Japonia) |
| Sega Worldwide Soccer '97                                 | 31 października 1996 | Saturn, Windows | Victory Goal Worldwide Edition (Japonia) Worldwide Soccer PC (PC)             |
| Sega Worldwide Soccer '98                                 | 1998                 | Saturn          | Sega Worldwide Soccer '98 Club Edition (Europa)                               |
| Sega Worldwide Soccer 2000                                | 1 grudnia 1999       | Dreamcast       | -                                                                             |
| Sega Worldwide Soccer 2000 Euro Edition                   | 30 czerwca 2000      | Dreamcast       | -                                                                             |